# Ouratea
Ouratea is een geslacht uit de familie Ochnaceae. De soorten komen voor van Mexico tot in Zuid-Amerika, op het eiland Ascension en tropisch westelijk Centraal-Afrika.

## Enkele soorten
- Ouratea boliviana Tiegh.
- Ouratea brevicalyx Maguire & Steyerm.
- Ouratea confertiflora (Pohl) Engl.
- Ouratea elegans Urb.
- Ouratea gigantophylla (Erhard) Engl.
- Ouratea insulae L.Riley
- Ouratea jamaicensis (Planch.) Urb.
- Ouratea megaphylla Sastre
- Ouratea patelliformis Dwyer
- Ouratea tumacoensis Sastre
- Ouratea wallnoeferiana Sastre